# 1974 في تركيا
فيما يلي قوائم الأحداث التي وقعت خلال عام 1974 في تركيا.

## سياسة

### تعيين في المنصب
- 26 يناير – بولنت أجاويد رئيس وزراء تركيا.

### انتهاء فترة المنصب
- 17 نوفمبر – بولنت أجاويد رئيس وزراء تركيا.

## أفلام
من الأفلام التي صدرت هذه السنة في تركيا:
- 1 يناير – ياشار ني ياشار ني ياشاماز من إخراج .

## مواليد

### يناير
- 7 يناير – إبراهيم كوتلوي لاعب كرة سلة تركي.

### مارس
- 16 مارس – عبد الله تشالشكان سياسي تركي.

### أبريل
- 16 أبريل – تويجار اشيكلي

### مايو
- 12 مايو – تولجا جيفيك ممثل تركي.
- 27 مايو – غوركان أويغون ممثل تركي.
- 31 مايو – كنعان دوغلو مُغني پوپ تُركي.

### يونيو
- 18 يونيو – كنان إميرزالي أوغلو

### أكتوبر
- 7 أكتوبر – نعمان عكار ممثل تركي.
- 11 أكتوبر – جاهد كايا أوغلو ممثل تركي.
- 12 أكتوبر – ابرو غوندش
- 14 أكتوبر – تومر متين لاعب كرة قدم تركي.
- 15 أكتوبر – عمر جاتكيتش لاعب كرة قدم تركي.

### ديسمبر
- 2 ديسمبر – سرميان مديات ممثل تركي.
- 28 ديسمبر – تولجا تيكينالب لاعب كرة سلة تركي.